# Stanisław Krajewski
Stanisław Krajewski (Varsó, 1950. január 10. –) lengyel zsidó író, filozófus és publicista. A varsói zsidó közösség aktív tagja, a Lengyel Keresztények és Zsidók Tanácsának társelnöke, a Varsói Egyetem Filozófiai Intézetének tudományos munkatársa. Felesége Monika Krajewska képzőművész.

## Művei
A logika, a matematikai filozófia, a vallások közti párbeszéd és a zsidók történetének témájában jelentek meg tanulmányai.

### Könyvei
- 1997 „Żydzi, judaizm, Polska” (Zsidók, judaizmus, Lengyelország; Vocatio) ISBN 83-7146-073-2
- 2003 „Twierdzenie Gödla i jego interpretacje filozoficzne: od mechanicyzmu do postmodernizmu” (Gödl állításai és filozófiai interpretációi: a mechanicizmustól a posztmodernig; Lengyel Tudományos Akadémia Filozófiai és Szociológiai Intézete) ISBN 83-7388-017-8
- 2004 „54 komentarze do Tory dla nawet najmniej religijnych spośród nas” (54 tórakommentár még a közülünk legkevésbé vallásosoknak is, társszerző; Austeria) ISBN 83-89129-02-7
- 2005 „Poland and the Jews: reflections of a Polish Polish Jew” (Lengyelország és a zsidók: egy lengyel lengyel zsidó észrevételei; Austeria) ISBN 83-89129-22-1
- 2007 „Tajemnica Izraela a tajemnica Kościoła” (Izrael rejtélye és az egyház rejtélye; Więź Könyvek) ISBN 978-83-60356-39-5